# José Mari
José María Romero Poyón, född 10 december 1978 i Sevilla i Spanien, mer känd som José Mari, är en spansk före detta fotbollsspelare som avslutade sin karriär i Xerez. Han spelade i Villareal åren 2003-2007. Han har tidigare spelat i bland annat Sevilla FC, Atletico Madrid och för AC Milan. Han spelade fyra landskamper och gjorde ett mål för det spanska landslaget mellan 2001 och 2004.